# Comellar des Bous
El Comellar des bous és una depressió situada en la seva major part a la possessió de Son Pou a Santa Maria del Camí.

## Descripció
Neix a la possessió d'es Rafal (Alaró), a uns 600 m. d'altura. El torrent que discorre pel fons del comellar, de 1530 m de recorregut, desaigua al torrent des Freu o de Coanegra. Recull les aigües de part de sa Mola de Lluc i de sa Talaia de Cals Reis, així com de ses Tanquetes i les elevacions de la zona nord de s'Avenc de Son Pou. La seva conca és d'unes 800 ha.

## Vegetació
Pel que fa a la vegetació, les solanes de la Mola de Lluc i sa Talaia de Cals Reis, molt exposades al sol i erosionades, formen cingles allargassats i roquissars calcaris amb una vegetació de garriga esclarissada. El fons del comellar i el vessant que puja cap a es Rafal està cobert per clapes de pinar, amb alzines i arboceres.

## Camí des Comellar des Bous
Camí de carro que enllaça el camí de Coanegra amb el terme d'Alaró pel comellar des Bous. Té una amplada que oscil·la entre els 2 i 3 metres. Element etnològic catalogat al Catàleg de Béns Patrimonials de Santa Maria del Camí (SMA_504) El camí va ser construït a l'entorn de 1950 pels margers Sebastià Frontera "Porreta" i Joan Dols "Panerer", amb la finalitat de poder treure els pins tallats ("metro") amb carro.